# Comisión Consultiva de Nombramientos
La Comisión Consultiva de Nombramientos es una comisión parlamentaria del Congreso de los Diputados de España que se encarga de evaluar la idoneidad de los candidatos presentados por los diferentes grupos parlamentarios para aquellas vacantes en las altas instituciones del Estado que corresponda nominar o nombrar a la cámara baja de las Cortes Generales. No es una comisión prevista en el reglamento o en la legislación, por lo que su constitución depende de la voluntad del Congreso. Actualmente no está constituida. Su homóloga en el Senado es la Comisión de Nombramientos.
Fue creada en el año 2000 para suplir un vacío reglamentario, pues hasta entonces el reglamento solo preveía la presentación de candidaturas por parte de los grupos, el debate en Pleno y su posterior votación, sin tener un trámite intermedio que evaluase si los candidatos cumplían correctamente los requisitos y que permitiese a los grupos políticos llegar a acuerdos sobre candidatos de consenso.

## Composición
La Comisión Consultiva de Nombramientos es una comisión especial de gran importancia cuya presidencia la ostenta el Presidente del Congreso de los Diputados y como secretario actúa el Secretario General del Congreso de los Diputados. Asimismo, forman parte de ella los portavoz de los distintos grupos parlamentarios, u otros diputados en representación de éstos.

### XIV legislatura
| Meritxell Batet (PSOE) | Carlos Gutiérrez Vicén (Secretario General del Congreso) |
| Miembros de la Comisión (Al momento de disolverse) |                                                          |
| - Adriana Lastra (GS) - Cuca Gamarra (GP) - Iván Espinosa de los Monteros (GVOX) - Pablo Echenique (GCUP-EC-EM) - Inés Arrimadas (GCs) - Gabriel Rufián (GER) - Aitor Esteban (GV) - Laura Borràs (GPlu) - Mertxe Aizpurua (GEH Bildu) - José María Mazón (GMx) |                                                          |
| Antiguos miembros de la Comisión |                                                          |
| - Albert Botran (GMx) - Íñigo Errejón (GPlu) - Carlos García Adanero (GMx) - Irene Montero (GCUP-EC-EM) - Ana Oramas (GMx) - Pedro Quevedo Iturbe (GMx) - Sergio Sayas (GMx) - Mireia Vehí (GMx) - Cayetana Álvarez de Toledo (GP)                              |                                                          |
| Fuente: |                                                          |

## Presidentes
La presidencia la ostenta el Presidente del Congreso de los Diputados:
- Luisa Fernanda Rudi (13 de junio de 2000-20 de enero de 2004)
- Manuel Marín (13 de abril de 2004-15 de enero de 2008)
- José Bono (8 de abril de 2008-27 de septiembre de 2011)
- Jesús Posada Moreno (19 de diciembre de 2011-27 de octubre de 2015)
- Ana Pastor Julián (2 de agosto de 2016-5 de marzo de 2019)
- Meritxell Batet (23 de diciembre de 2019-presente)